# メムリンゲン
メムリンゲン (ドイツ語: Mömlingen) はドイツ連邦共和国バイエルン州ミルテンベルク郡に属す町村（以下、本項では便宜上「町」と記述する）。

## 地理

### 位置
「オーデンヴァルトの門」を自称するメムリンゲンは、バイエルン州とヘッセン州の州境をなす魅力的なメムリング渓谷に縁取られたオーデンヴァルト北部の森に覆われた高地に位置する。メムリンゲンは、北はアシャッフェンブルク郡、西はヘッセン州に属すダルムシュタット＝ディーブルク郡およびオーデンヴァルト郡と境を接している。

### 自治体の構成
この町は、公式にはメムリンゲン地区単独で構成される。

## 歴史

### ケルト時代とローマ時代
先史時代の定住民によって墳墓が造られ、その遺物が出土している。その多くは石器時代にまで遡る。ローマ時代のものとしては、ユピテル巨人像や、その他の神の石像がある。これらは、メムリンゲン周辺を取り囲む丘に遺る荘園跡（ヴィラ＝ルスティカ）とともにかつてのローマ帝国の拡大を示すもので、ナッセンの東わずか数kmのマイン川が国境となっていた。

### フランク人入植地
現在の中心地に6世紀のフランク人入植地があったことは集落西部で考古学者が発掘した大規模な墓地跡によって証明されている。副葬品がない、あるいは乏しい多くの墓に混じって、極端に豊かな墓が見つかっている。この事は、王国初期におけるこの地域でのフランク人による領土拡大を示すものである。

### 最初の記録
この入植地は、"Miminingen" として802年から817年に作成されたフルダ修道院の文書に初めて記録されている。この文書には近隣集落の最初期の記録も同時に記録されている。フランク時代の初期にはメムリンゲンの最初の教会も建設された。

### 教会と貴族 — マインツとブロイベルク
中世、この地域に所領を有し、税を徴収し、あるいはその他の権利を有した多くの教会施設や上級・下級貴族家の成員が知られている。1024年に皇帝ハインリヒ2世は、メムリンゲンを含むシュトックシュタット伯領をフルダ修道院に贈った。1278年にこの村はバッハガウ伯領とともにマインツ大司教領に移された。メムリンゲンは政治的にはマインツ選帝侯領ツェント・バッハガウ（ツェントは当時の地方行政単位）に属したが（1803年まで）、村の裁判権、広大な土地の所有権、その他の因習的な諸権利はブロイベルク城主家に帰属した。この事はマインツとブロイベルクの間の絶え間ない紛争の原因となった。

### メムリング家 — ハンス・メムリング
中世後期に、おそらくは下級貴族の「フォン・メムリング」（およびこれに類する名前）という家系が、主に聖職者あるいはツェントの伯として文献に登場するようになる。この一門が、1435年にゼ−リゲンシュタットで生まれた有名な画家ハンス・メムリングの祖先であることは、歴史研究の面からは疑いないことである。ハンス・メムリングの作品は、現在世界中の第一級の美術館で目にすることができる。

### ハウゼン・ヒンター・デア・ゾンネ
メムリンゲンの南、ブーフベルクの北斜面にバンベルク聖堂参事会に帰属する村ハウゼン・ヒンター・デア・ゾンネがある。この村は1348年の猛烈なペスト禍の際に人口の多くを失った。おそらく戦争の影響で、16世紀の初めに最後の数少ない生き残った住民は、すぐ近くのメムリンゲンに移り住んだ。メムリンゲンの町域はこれにより事実上拡大した。隣接するハインシュタット（現在はブロイベルク市の市区）も荒廃した小村からかなりの領域を獲得した。

### 三十年戦争の結果
中世末期のメムリンゲンの詳細は、1426年の租税記録で知ることができる。この頃にはヴェルトハイム伯がブロイベルクの城主として62の農場から税を徴収していた。メムリンゲンは有力な入植地となっていたことが判る。三十年戦争（1618年 - 1648年）はメムリンゲンの発展に手痛い打撃を与えた。ペスト、略奪、焼き討ちが住民を厳しい状況に追いやった。1650年にはわずかな生存者が記録されるのみであった。多くの土着の人々の命がむごたらしい戦争によって奪われた。戦争終結直後から新しい名前が記録に現れるようになる。特に南チロル、フランス、オランダからの移住者が多かった。三十年戦争は新しい教会の建設も妨げていた。1774年から1777年にやっとメムリンゲンの人々はその計画を実現した。バロック様式で建築されたこの教会は、現在この街を象徴する建造物となっている。

### バイエルンへ
19世紀の初めに、メムリンゲンの600年以上にわたるマインツ選帝侯領時代が終わった。1803年、新たに創設されたアシャッフェンブルク侯領に編入され、1810年に同侯領はフランクフルト大公となり、最終的には1814年にバイエルン王国に属すこととなった。第二次世界大戦後に拡大したメムリンゲンは、現在この地域の小規模中心として多彩な公営施設を有し、多くの来訪者を惹きつけている。

## 行政

### 議会
メムリンゲンの町議会は、首長を除いて、20議席からなる。

### 姉妹都市
- ラ・ロシェット（フランス、サヴォワ県）1992年

## 文化と見所

### 建築
- 旧教区教会 聖マルティン教会: 1774年から1777年に建設されたバロック教会である。